# خاکستری‌نهنگ‌ها
خاکستری‌نهنگ‌ها (نام علمی: Eschrichtius) نام یک سرده از خانواده خاکستری‌نهنگان است.